# Un jeu d'enfants
Pour les articles homonymes, voir Jeux d'enfants.
Pour plus de détails, voir Fiche technique et Distribution.
Un jeu d'enfants est un film français réalisé par Laurent Tuel, avec Karin Viard et Charles Berling, qui est sorti le 20 juin 2001.

## Synopsis
Alors qu'ils emménagent dans leur nouvel appartement, la famille Fauvel reçoit la visite de Monsieur et Madame Worms, deux vieillards qui souhaitent revoir l'appartement où ils ont grandi. Après leur passage, des évènements étranges se multiplient, et la folie semble guetter les Fauvel.  

## Fiche technique
- Titre : Un jeu d'enfants
- Accroche : Et si le mal venait de ceux que l'on aime le plus ?...
- Réalisation : Laurent Tuel
- Scénario  : Laurent Tuel et Constance Verluca
- Musique du film : Krishna Levy
- Montage : Andrea Sedláčková
- Directeur de la photographie : Denis Rouden
- Distribution des rôles : Stéphane Gaillard et Elsa Pharaon
- Création des décors : Bruno Hadjadj
- Création des costumes : Pascaline Chavanne
- Sociétés de production : Bee Movies, Canal Plus Ecriture, Fidélité Productions, Film Office et Gimages
- Société de distribution : Mars Distribution
- Pays :  France
- Genre : horreur, thriller
- Durée  : 85 minutes
- Année de sortie : 2001
- Film interdit aux moins de 12 ans lors de sa sortie en salles.

## Distribution
- Karin Viard : Marianne Fauvel
- Charles Berling : Jacques Fauvel
- Camille Vatel : Aude Fauvel
- Alexandre Bongibault : Julien Fauvel
- Ludivine Sagnier : Daphné la baby-sitter
- Aurélien Recoing : L'inspecteur Mayens
- Pierre Julien : M. Worms
- Manuela Gourary : Mme Worms
- Julien Boisselier : Patrick
- Jean-Claude Perrin : L'archiviste

## Accueil critique
Il a reçu un accueil plutôt négatif, avec une note de 2.0/5 sur AlloCiné pour les spectateurs.